# Il barbaro e la geisha
Il barbaro e la geisha (The Barbarian and the Geisha) è un film del 1958 diretto da John Huston, interpretato da John Wayne ed ambientato nel Giappone del diciannovesimo secolo.

## Trama
L'americano Henry (definito dai giapponesi 'barbaro' in quanto straniero), che in qualità di console venne in visita per stabilire contatti con l'impero giapponese, nel tentativo di convincerlo ad aprire i porti, uscire dall'isolamento e firmare un trattato di collaborazione con gli USA. I fatti sono ambientati attorno al 1858, un secolo prima di quest'opera.
Henry viene ospitato dal nobile Tamura, che gli fa da protettore.

Gli viene assegnata come donna d'accompagnamento Ochici. Lei diventa la sua geisha. Henry, dopo avere conosciuto Ochici e avere ammirato la sua gentilezza ed eleganza, commenta che ha visto donne orientali di ogni genere, come le danzatrici thailandesi, ma preferisce le geishe giapponesi ad ogni altra. Ochici si presenta con poche parole, dicendo di sé: "prima di me sono nate molte sorelle, tornate agli Dei. Io sono stata fortunata: sono nata in un anno in cui il raccolto di riso era abbondante". Questa terribile frase sottintendeva l'infanticidio per la sopravvivenza in quelle comunità così vulnerabili agli eventi esterni.
A quel punto accade che la tensione tra i giapponesi e i 'barbari' aumenta. La situazione internazionale è sempre più tesa e le potenze straniere sono impazienti di conquistare il suo mercato.
Ochici viene considerata talmente male dalle donne del villaggio che non le permettono di fare il bagno insieme, come negli usi della comunità. Questo è uno dei tanti elementi descrittivi in questo kolossal storico, che presta molta attenzione all'illustrare le tradizioni e usanze dei giapponesi dell'epoca (una delle primissime, se non la prima opera che le portò a conoscenza del grande pubblico americano), e del contrasto inevitabile con la mentalità occidentale e segnatamente, americana..
Ad un certo punto si verifica un momento di grave tensione, e Henry di metterà in gioco in prima persona, salvo poi, quasi certamente, pentirsene amaramente. Un giorno, al largo della baia del piccolo villaggio costiero, compare una piccola nave americana. Henry alza la bandiera americana da casa sua, ma Tomura arriva e gli intima di toglierla: non ci sono consoli americani in Giappone, perché il Giappone non ha relazioni diplomatiche con gli USA. E annuncia inoltre, che 'i cannoni sono carichi'. Le artiglierie giapponesi, in particolare un enorme cannone costiero, sono puntate sulla nave.
Henry arriva e senza dire una parola, si piazza davanti al cannone. E tanto i giapponesi lo spostano, per seguire la nave, tanto lui si piazza davanti alla bocca da fuoco. Alla fine i giapponesi lasciano perdere. Ma la nave americana è ben più di un pericolo diplomatico. Essa si è avvicinata per un motivo preciso alle coste giapponesi. Henry, contento di rivedere una nave nazionale, arriva in barca in prossimità di questa. Ma a quel punto gli viene detto di non avvicinarsi: hanno a bordo il colera, con 10 malati e 3 morti. Poi la tragedia: 4 marinai si gettano in acqua e si avvicinano alla costa a nuoto, mentre il comandante della nave implora Henry di fermare quegli uomini sparandogli. Purtroppo non accadrà.
L'epidemia di colera si scatena e flagella il villaggio. Henry e Ochici si danno da fare per curare le persone. Mentre Henry si sforza di portare cure mediche, i giapponesi fanno ricorso ai rimedi 'tradizionali' ovvero compiono colorati rituali contro il demone che flagella le loro vite. Ma né questi né il poco che la medicina occidentale poteva offrire erano efficaci. I morti aumentano, e tra colorati riti religiosi vengono portati a bruciare su alte pire funebri. A quel punto Henry propone una soluzione drastica. Ci sono solo 2 cose che fermano il colera: il fuoco e il gelo. Ma solo Dio può mandare il gelo. Quindi comincia a bruciare le case. Ovviamente, gli abitanti non sono d'accordo e scoppiano tafferugli al che Henry, accusato di avere portato scompenso e morte, ora viene accusato anche di volere incenerire il villaggio. Il lavoro è fatto solo a metà e Henry teme che non sia sufficiente. Ma invece, la morte viene fermata e l'epidemia diminuisce e scompare.
Con Ochici il rapporto d'amore è tenero e sincero. Henry fa grandi piani per il futuro. Ochici gli chiede se è vero che le donne occidentali non camminano seguendo l'uomo, ed Henry gli risponde che in effetti stanno a fianco, o anche davanti a lui.
Ma vari intrighi si succedono e alla fine Tomura decide di uccidere Henry, proprio alla vigilia del Trattato. Si presenta vestito da ninja, e Ochici viene avvertita di quello che è stato deciso. Ochici non si ribella, essendo 'cosa sua'. Ma si fa trovare nel letto al posto di Henry, cosa di cui Tomura si accorge solo all'ultimo. Tomura, di fronte a questo sacrificio volontario della donna, esista, e confuso, non uccide Ochici: incontrando Henry gli dice, gettandogi un fazzoletto rosso ai piedi, che ora è sua come lò è la sua vita. Ma siccome ha sfoderato la sua spada questa dovrà bere del sangue e infatti, il nobile giapponese va a suicidarsi per mantenere intatto il proprio onore.
La felicità sognata dal 'barbaro' Henry e da Ochici si è infranta. Morto il suo signore, Ochici, in nome del codice di disciplina della sua cultura, decide di sparire. Lascia un pettine (simbolo della rottura del legame) e uno specchio (simbolo dell'anima), e si vota come monaca in un tempio shintoista. Lei non ha più rivisto Henry, ma ricorda la sua voce fuori campo, lo ha seguito nei suoi successi diplomatici, e il suo cuore è sempre rimasto con lui, anche ora che non possono più essere insieme.

## Inquadramento storico e artistico del film
Uno dei più famosi e complessi film storici degli anni '50, venne interpretato da John Wayne in un insolito ruolo oltreoceano, lui che aveva già avuto a che fare con i giapponesi, ma in film bellici totalmente diversi, come Iwo Jima, deserto di fuoco e I falchi di Rangoon.
Ford avrebbe poi fatto visita in estremo oriente con Missione in Manciuria, il suo ultimo film, nel quale però non vi era Wayne. Questo il destino della coppia più famosa dell'epopea western, arrivata in Estremo oriente in due vie separate, che portarono ad altrettanti capolavori del cinema americano.
In questo ruolo si cala in un diplomatico venuto in pace a capire un popolo diverso dal suo. Rispetto ai film di propaganda, si tratta di un cambiamento notevole, reso possibile dalla fine della seconda guerra mondiale che causò anche la fase dei film di propaganda bellica (e di denigrazione dell'avversario). Il dopoguerra, con l'occupazione americana del Giappone venne caratterizzato dall'effettivo incremento di rapporti, per la prima volta cospicui, fra i due Paesi, che con la conoscenza reciproca provocarono uno dei più importanti fenomeni di condivisione culturale del XX secolo.
Come tutti i film di questo genere, punta quanto più possibile l'attenzione sulle differenze che scaturiscono tra due mondi tanti diversi quando vengono a contatto, portando in dote contributi spesso conflittuali in idee, malattie, religione, usi sociali. Altri film dell'epoca vennero incentrati sul tema dei rapporti, non sempre cristallini, nippo-americani, ma in quel caso ambientati nel periodo contemporaneo. Uno di questi, La casa di bambù di Samuel Fuller, era incentrato sul Giappone occupato dopo la guerra, con infiltrazioni criminali da parte di gangster americani, arrivati a seguito delle truppe di occupazione, ai danni dei giapponesi.